# Hastings (Victoria)
Pour les articles homonymes, voir Hastings.
Hastings est une ville de la péninsule de Mornington en Victoria (Australie). Sa Zone d'administration locale est le Comté de la péninsule Mornington.

## Histoire
La ville fut nommée d'après l'administrateur impérial britannique Warren Hastings et le Bureau de Poste a ouvert ses portes le 4 février 1863.

## Géographie
La ville se trouve à 38° 18′ 22″ S, 145° 11′ 20″ E.
|                        | Nord : Tyabb |                    |
|                        | Hastings     | Est : Western Port |
| Sud-Ouest : Balnarring | Sud: Bittern |                    |